# Nephrodium punctatum
Nephrodium punctatum là một loài thực vật có mạch trong họ Dryopteridaceae. Loài này được (Bedd.) C.S.P. Parish ex Bedd. miêu tả khoa học đầu tiên năm 1866.